# Ábalos (La Rioja)
Ábalos település Spanyolországban, La Rioja autonóm közösségben. Ábalos Lagrán, Peñacerrada-Urizaharra, San Vicente de la Sonsierra, Samaniego és Baños de Ebro községekkel határos. Lakosainak száma 256 fő (2024).

## Népesség
A település népessége az elmúlt években az alábbi módon változott:
| Lakosok száma | 264  | 289  | 377  | 387  | 357  | 294  | 249  | 257  | 260  | 256  |
|               | 2001 | 2004 | 2007 | 2009 | 2012 | 2014 | 2017 | 2019 | 2022 | 2024 |